# Kohlenstoff-Nanoröhren-Feldeffekttransistor

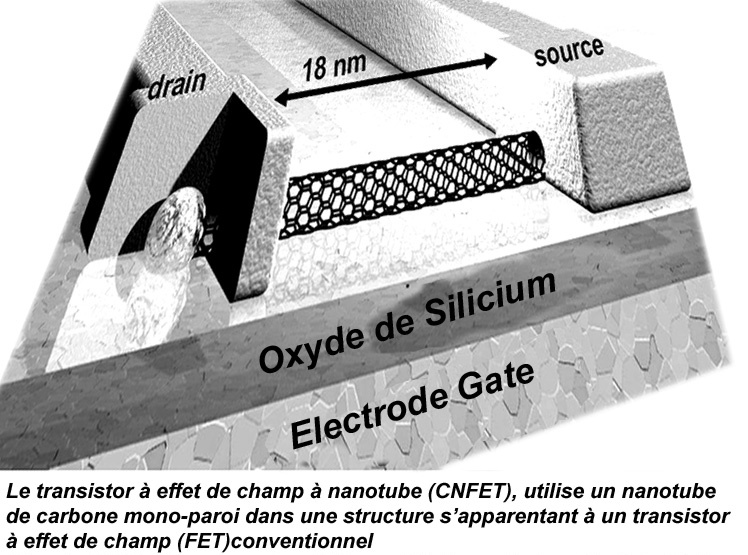
Struktur des CNTFET, Objekt der Forschung

Kohlenstoff-Nanoröhren-Feldeffekttransistor (englisch carbon nanotube field-effect transistor, CNTFET) ist ein Transistor, der in der Halbleiterstruktur Kohlenstoffnanoröhren (CNT) verwendet. Er findet vor allem Anwendung in der Gruppe der Feldeffekttransistoren (FET). Bei dieser wird eine einzelne Kohlenstoffnanoröhre oder ein Feld dieser als Kanal oder Gate verwendet, um das Problem der Skalierbarkeit von Silizium zu übergehen.
Die CNTFETs sind kleiner als die derzeit (2020) in der Mikroelektronik üblichen Metall-Isolator-Halbleiter-Feldeffekttransistoren auf Basis von Silizium und gelten als eines der Bauelemente, die diese in den kommenden Jahren oder Jahrzehnten ersetzen könnten. Neben der Größe sind die höhere elektrische Leitfähigkeit der CNTs und die damit zusammenhängenden höheren erreichbaren Schalt- und Transitfrequenzen ein wesentlicher Vorteil dieser Technik. Große Probleme bereitet derzeit noch die gezielte Herstellung der einzelnen Transistoren.

## Hintergrund
MOSFETs werden heutzutage als Logik-Gatter in Chips oder Mikroprozessoren verbaut und verwendet. Dabei dient der MOSFET als Schalter, über den sich der Stromfluss kontrollieren und verstärken lässt.
Das Problem heutzutage ist allerdings die Skalierbarkeit dieser Produkte. So treten mit den immer kleineren Transistoren Probleme auf, wie der Leckstrom oder der Kurzkanaleffekt, welche diese an die Grenze der maximalen Leistung bringen. Kohlenstoff-Nanoröhren bieten aufgrund ihrer Dimensionen von wenigen Nanometern sowie ihren mechanischen und elektronischen Eigenschaften als Halbleiter einen vielversprechenden Ansatz zur Lösung der Skalierbarkeit und der damit kommenden Probleme.

## Geschichte
1997 veröffentlichten Mitarbeiter der Technischen Universität Delft erstmals Werte zu den elektronischen Eigenschaften von einwandigen Kohlenstoffnanoröhren als Quantendraht. Unter anderem lieferten sie Werte zu deren Widerstand, elektrischen Spannung und ihrer Leitfähigkeit.
1998 wurde der erste, auf einer einzigen Singe-Wall-Kohlenstoff-Nanoröhre basierende Transistor erstellt. Das Verhalten dieses Transistors wurde mit dem der BARITT-Diode verglichen. Zudem wies der Transistor eine weitaus größere Verstärkung auf als bisherige Transistoren.
Im selben Jahr stellte auch eine Gruppe der IBM Research Division Transistoren auf Basis von Single-Wall- und Multi-Wall-Kohlenstoff-Nanoröhren vor.
2001 wurden erstmals Logikschaltungen auf Basis von Single-Wall-Kohlenstoff-Nanoröhren-Transistoren hergestellt. Es wurden erstmals Schaltungen mit ein bis drei Transistoren demonstriert und mit diesen eine Vielfalt logischer Operationen wie Inverter, NOR-Gatter oder SRAM-Zelle aufgebaut.
2006 wurden Kohlenstoff-Nanoröhren-Transistoren in einer Studie für Biosensor-Anwendungen benutzt.
2013 veröffentlichte Aaron D. Franklin einen Artikel, in dem er auf Herstellungsprobleme der letzten Jahre und zu dereinst aktuellen Forschungen einging. Laut dem Artikel rechnete man erst 2020 mit den ersten Fabrikherstellungen von Kohlenstoff-Nanoröhren-Transistoren.
2017 forderte die International Technology Roadmap for Semiconductors in einem Bericht, dass in den nächsten Jahren alle Komponenten der CNT-Transistoren auf 40 nm reduziert werden sollen. Hierfür berichteten sie von der erfolgreichen Herstellung extrem kleiner Transistoren, die auf Kohlenstoff-Nanoröhren basierten, welche weniger als die Hälfte des Raumes von führenden Siliziumtechnologien (14-nm-FinFET-Technologie) einnahmen und gleichzeitig eine deutlich höhere Leistung lieferten.
2020 wurden erstmals Kohlenstoff-Nanoröhren-Feldeffekttransistoren in einer kommerziellen Siliziumherstellungsanlage und einer Halbleiterfabrik produziert.